# Les Joyeux Jolivet
Les Joyeux Jolivet (titre original : The Happy Hollisters) est une série américaine de trente-trois romans pour la jeunesse écrite par Jerry West et parue aux États-Unis de 1953 à 1970. 
En France, dix-huit titres ont été publiés de 1966 à 1976 aux éditions Hachette dans la collection Nouvelle Bibliothèque rose puis, à partir de 1972, dans la collection Bibliothèque rose. Destinée aux lecteurs de six à onze ans (l’âge des enfants de la famille Jolivet), la série, très populaire aux États-Unis, a été traduite dans plus dix langues. Elle n’est plus rééditée en France.

## Le thème de la série
Les Jolivet (The Hollisters en VO) sont une famille de classe moyenne habitant Pine Lake à Shoreham, dans l’État américain de Vermont. Jeunes et beaux, les parents ont cinq enfants âgés de quatre à douze ans : deux garçons et trois filles. Ensemble, ils aiment résoudre les énigmes diverses et variées rencontrées au gré de leurs vacances ou voyages.

## L'auteur de la série
Jerry West, le nom de l’auteur, est en réalité le nom de plume d’un collectif d’écrivains travaillant pour la célèbre société d’édition Statemayer Syndicate, qui avait déjà produit des séries à succès telles que Alice (sous le pseudonyme de Caroline Quine) ou Les Frères Hardy (sous le pseudonyme de Franklin W. Dixon). 
Le véritable auteur des Joyeux Jolivet est Andrew E. Svenson (1910–1975). Il a écrit tous les titres de la série en s'inspirant de ses propres enfants (quatre filles et deux garçons) et des événements survenus dans sa famille. Sa fille, Jane (Svenson) Kossmann, raconte que son père a repris dans les romans les vacances de Jane au camp de scout ou les excursions de ses frères. Selon Jane, le chien Zip était vraiment le chien colley de la famille (dont le vrai nom était Lassie) tout comme l'était le chat Nez blanc. Même le voisin Joe Brill est inspiré d'une personne de leur entourage, ainsi que Mme Farber, le professeur de Jane.

## Les personnages
- M. Jolivet, le père, tient un bazar dont il est le propriétaire.
- Mme Jolivet aide ses enfants à résoudre des énigmes en leur fournissant des astuces.
- Robert (Bob) (Pete en VO), l’aîné des enfants, a 12 ans.
- Patricia (Patty) (Pam, ou Pamela en VO) a 10 ans. Elle aime le sport et est très téméraire.
- Richard (Ricky) est un turbulent rouquin de 7 ans.
- Jennifer (Jenny) (Holly en VO) est une fillette de 6 ans, garçon manqué.
- Susy (Sue en VO), la cadette, est âgée de 4 ans.
- Joe Brill (Joey Brill en VO), un voisin des Jolivet un peu jaloux qui leur met souvent des bâtons dans les roues au cours de leur enquêtes.
- Will Wilson, l'ami de Joe Brill.
- Beaucoup de chats et chatons appartenant à la famille Jolivet.
- un chien colley, Zip, appartenant aux Jolivet.

## Contexte
"Les Jolivet au Far West", paru sous le titre anglais "The Happy Hollisters and the Cow-Boy Mystery", en 1961 fut traduit en 1re édition française en 1971, autour d'une intrigue relatant l'histoire des cow boys du gang des pillards qui auraient caché un coffre de pièces d'or volé à une diligence dans la Vallée secrète (Nevada), au cœur des Monts Ruby.

## Titres parus en France
Dix-huit titres sur trente-trois ont paru en France, tous illustrés par Maurice Paulin.
- Les Jolivet à la grande hutte (The Happy Hollisters, 1953) 1re édition française : 1966, coll. Nouv. Bib. rose no 218, traduction de Suzanne Pairault. Réédition en 1976.

- Les Jolivet au fil de l'eau (The Happy Hollisters on a River Trip, 1953) 1re édition française : 1966, coll. Nouv. Bib. rose no 220, traduction de Suzanne Pairault. Réédition en 1976.

- Les Jolivet font du cinéma (The Happy Hollisters and the Old Clipper Ship, 1956) 1re édition française : 1966, coll. Nouv. Bib. rose no 226. Traduction de Suzanne Pairault. Réédition en 1976.

- Les Jolivet font du camping (The Happy Hollisters and the Scarecrow Mystery, 1957) 1re édition française : 1967, coll. Nouv. Bib. rose no 242, traduction de Suzanne Pairault. Réédition en 1976.

- Le Trésor des pirates (The Happy Hollisters at Lizard Cove, 1957) 1re édition française : 1967, coll. Nouv. Bib. rose no 259, traduction de Suzanne Pairault.

- Alerte au cap Canaveral (The Happy Hollisters and the Mystery at Missile Town, 1961) 1re édition française : 1968, coll. Nouv. Bib. rose no 272, traduction de Suzanne Pairault.

- L'Énigme de la petite sirène (The Happy Hollisters and the Mystery of the Little Mermaid, 1960) 1re édition française : 1968, coll. Nouv. Bib. rose no 284, traduction de Suzanne Pairault.

- Les Jolivet au cirque (The Happy Hollisters at Circus Island, 1955) 1re édition française : 1969, coll. Nouv. Bib. rose no 320, traduction de Suzanne Pairault.

- Le Secret de l'île Capitola (The Happy Hollisters and the Sea Turtle Mystery, 1964) 1re édition française : 1969, coll. Nouv. Bib. rose no 304, traduction de Suzanne Pairault.

- Les Jolivet et l'or des pionniers (The Happy Hollisters and the Secret Fort, 1955) 1re édition française : 1970, coll. Nouv. Bib. rose no 340, traduction de Suzanne Pairault.

- Les Jolivet montent à cheval (The Happy Hollisters at Pony Hill Farm, 1956) 1re édition française : 1970, coll. Nouv. Bib. rose no 347, traduction de Suzanne Pairault.

- Les Jolivet au Far West (The Happy Hollisters and the Cow-Boy Mystery, 1961) 1re édition française : 1971, coll. Nouv. Bib. rose no 378, traduction de Colette Lucot.

- Les Jolivet et l'écho fantastique (The Happy Hollisters and the Swiss Echo Mystery, 1963) 1re édition française : 1972, coll. Bib. rose, traduction de Marie-Noëlle Grimbert.

- Les Jolivet et les treize coups de minuit (The Happy Hollisters and the Haunted House Mystery, 1962) 1re édition française : 1973, coll. Bib. rose, traduction de Françoise Cousteau.

- Le Ranch des Jolivet (The Happy Hollisters at Mystery Mountain, 1954) 1re édition française : 1974, coll. Bib. rose, traduction de Lisa Rosenbaum.

- Les Jolivet au Colorado (The Happy Hollisters and the Indian Treasure, 1953) 1re édition française : 1974, coll. Bib. rose, traduction de Lisa Rosenbaum.

- Les Jolivet et le cheval fantôme (The Happy Hollisters and the Ghost Horse Mystery, 1965) 1re édition française : 1975, coll. Bib. rose, traduction de Marie-Noëlle Grimbert.

- Les Jolivet trouvent le filon (The Happy Hollisters and the Castle Rock Mystery, 1963) 1re édition française : 1976, coll. Bib. rose, traduction de Lisa Rosenbaum.

### Titres inédits
Quinze titres inédits en France :
- 1953 : The Happy Hollisters at Sea Gull Beach
- 1954 : The Happy Hollisters at Snowflake camp
- 1954 : The Happy Hollisters and the Trading Post Mystery
- 1955 : The Happy Hollisters at the Merry-Go-Round Mystery
- 1958 : The Happy Hollisters and the Mystery of the Totem Faces
- 1958 : The Happy Hollisters and the Ice Carnival Mystery
- 1959 : The Happy Hollisters and the Mystery in Skyscraper City
- 1962 : The Happy Hollisters and the Secret of the Lucky Coins
- 1963 : The Happy Hollisters and the Cuckoo Clock Mystery
- 1964 : The Happy Hollisters and the Punch and Judy Mystery
- 1964 : The Happy Hollisters and the Whistle Pig Mystery
- 1966 : The Happy Hollisters and the Mystery of the Golden Witch
- 1967 : The Happy Hollisters and the Mystery of the Mexican Idol
- 1969 : The Happy Hollisters and the Monster Mystery
- 1969 : The Happy Hollisters and the Mystery of the Midnight Trolls

## Parution à l'étranger
Douze volumes des Joyeux Jolivet ont été traduits en suédois sous le titre : Festliga Franssons. La série complète a été traduite en espagnol et commercialisée en Espagne et dans plusieurs pays d’Amérique latine sous le titre : Los Hollister. Tous les volumes ont également paru en Norvège (titre : Lykkebarna). Au moins onze volumes ont été adaptés en Allemagne sous le titre : Die fröhlichen Falkenbergs, avec pour nom d’auteur : Gerhard West.

## Sources
sites Internet
- Bibliothèque nationale de France (pour la bibliographie)
- (fr) Polar jeunesse des années 1950 - Séries anglo-saxonnes et françaises
- (en) Site sur la série Les Joyeux Jolivet
- (en) Booksleuth's Series Book Collection -The Happy Hollisters and copyright dates

ouvrages
- Armelle Leroy, Le Club des Cinq, Fantômette, Oui-Oui et les autres : Les grandes séries des Bibliothèques Rose et Verte, Hors Collection, 2005, 110 p. (ISBN 2258067537)
- Histoire du polar jeunesse : Romans et bandes dessinées de Raymond Perrin. Éditeur : L'Harmattan (25 janvier 2011); Broché ; 254 pages ;  (ISBN 2296541569) ;  (ISBN 978-2296541566). À lire en ligne : .